# Kolin (gromada)
Kolin – dawna gromada, czyli najmniejsza jednostka podziału terytorialnego Polskiej Rzeczypospolitej Ludowej w latach 1954–1972.
Gromady, z gromadzkimi radami narodowymi (GRN) jako organami władzy najniższego stopnia na wsi, funkcjonowały od reformy reorganizującej administrację wiejską przeprowadzonej jesienią 1954 do momentu ich zniesienia z dniem 1 stycznia 1973, tym samym wypierając organizację gminną w latach 1954–1972.
Gromadę Kolin z siedzibą GRN w Kolinie utworzono – jako jedną z 8759 gromad na obszarze Polski – w powiecie pyrzyckim w woj. szczecińskim na mocy uchwały nr V/49/54 WRN w Szczecinie z dnia 5 października 1954. W skład jednostki weszły obszary dotychczasowych gromad Kolin, Morzyca i Żalęcino ze zniesionej gminy Dolice oraz obszar dotychczasowej gromady Strzebielewo ze zniesionej gminy Wierzbno w tymże powiecie. Dla gromady ustalono 15 członków gromadzkiej rady narodowej.
1 stycznia 1969 z gromady Kolin wyłączono miejscowość Żalęcino, włączając ją do gromady Lubiatowo w tymże powiecie; do gromady Kolin włączono natomiast miejscowości Krępcewo, Rzeplino i Trzebień ze zniesionej gromady Rzeplino tamże.
Gromada przetrwała do końca 1972 roku, czyli do kolejnej reformy gminnej. 1 stycznia 1973 w powiecie pyrzyckim utworzono gminę Kolin (zniesioną w 1976 roku).